# Pomasia conferta
Pomasia conferta là một loài bướm đêm trong họ Geometridae.